# (469514) 2003 QA91
(469514) 2003 QA91 est un objet transneptunien de magnitude absolue 5,6 faisant partie des cubewanos. Son diamètre est estimé à 188 km.
Un satellite nommé S/2007 (469514) 1 a été découvert en 2006, il aurait un diamètre de 180 km, il orbite à environ 1 594 ± 44 km du centre. On peut donc qualifier l'objet de transneptunien double.